# Faith Ringgold
Faith Ringgold, nata Faith Willi Jones (Harlem, 8 ottobre 1930 – Englewood, 13 aprile 2024), è stata una pittrice, scultrice e scrittrice di libri per bambini statunitense, nota per i suoi dipinti a mosaico su diversi materiali tra cui il tessuto e per le sue trapunte narrative. Creò anche dipinti dedicati a temi del movimento per i diritti civili.

## Biografia
Faith Willi Jones nacque l'8 ottobre 1930 all'Harlem Hospital di New York, la più giovane di tre figli. I suoi genitori, Andrew Louis Jones e Willi Posey Jones, erano discendenti di famiglie della classe operaia sfollate dalla "Grande migrazione africana". La madre di Ringgold era una stilista e suo padre, oltre a svolgere diversi lavori, era un appassionato narratore. Crebbe in un ambiente stimolò la sua creatività.
Dopo il Rinascimento di Harlem, la casa d'infanzia di Ringgold ad Harlem fu circondata da una fiorente scena artistica, dove figure come Duke Ellington e Langston Hughes vivevano proprio dietro l'angolo. Il suo amico d'infanzia, Sonny Rollins, che sarebbe diventato un importante musicista jazz, visitava spesso la sua famiglia e si esercitava con il sassofono alle loro feste.
Ringgold soffrì da subito di asma cronica. Quindi esplorò l'arte visiva come un passatempo importante attraverso il sostegno di sua madre, spesso sperimentando da giovane con i pastelli. Imparò anche da sua madre a cucire e a lavorare in modo creativo con i tessuti. Ringgold sosteneva che, nonostante fosse cresciuta ad Harlem nell'era della Grande Depressione, "questo non significava che fossi povera e oppressa" e che invece era "protetta dall'oppressione e circondata da una famiglia amorevole". Con tutte queste influenze combinate, le future opere d'arte di Ringgold furono fortemente influenzate dalle persone, dalla poesia e dalla musica che visse nella sua infanzia, ma anche dal razzismo, dal sessismo e dalla segregazione che dovette affrontare nella sua vita quotidiana.
Nel 1948, a causa delle pressioni della sua famiglia, Ringgold si iscrisse al City College di New York per specializzarsi in arte, ma fu invece costretta a specializzarsi in educazione artistica, poiché il City College non consentiva alle donne di iscriversi a tutte le attività: l'arte era ancora un settore esclusivamente maschile. Nel 1950 sposò un pianista jazz ed ebbe due figlie. Nel frattempo, studiò con gli artisti Robert Gwathmey e Yasuo Kuniyoshi. Le venne anche presentato l'incisore Robert Blackburn, con il quale avrebbe collaborato ad una serie di stampe 30 anni dopo.
Nel 1955, Ringgold conseguì la laurea al City College e subito dopo insegnò nel sistema scolastico pubblico di New York City. Nel 1959 conseguì il master al City College e partì con la madre e le figlie per il suo primo viaggio in Europa. Durante i suoi viaggi all'estero a Parigi, Firenze e Roma, Ringgold visitò molti musei, incluso il Louvre. Questo museo in particolare ispirò la sua futura serie di dipinti su trapunta conosciuta come The French Collection (1991–1997). Il viaggio fu tuttavia bruscamente interrotto a causa della morte prematura di suo fratello nel 1961. Ringgold, sua madre e le sue figlie tornarono tutte negli Stati Uniti per il suo funerale.
Al suo ritorno, aderì al Movimento delle Arti Nere di cui diventerà una figura di spicco.
Nel corso degli anni '70, Ringgold tenne conferenze al Pratt Institute, al Banks Street College of Education e al Wagner College. Nel 1987 accettò l'incarico di insegnante presso il Dipartimento di Arti Visive dell'Università della California, San Diego. Continuò a insegnare fino al 2002, anno in cui andò in pensione.
Nel 1995, Ringgold pubblicò la sua prima autobiografia, We Flew Over the Bridge, un libro di memorie in cui descrisse in dettaglio il suo viaggio come artista e gli eventi della sua vita, dalla sua infanzia ad Harlem e Sugar Hill, ai suoi matrimoni e figli, alla sua carriera professionale e ai risultati come artista. Nel 1997, ebbe la laurea ad honorem dal Wheelock College di Boston (un dottorato in Educazione) e dal Molloy College di New York (un dottorato in Filosofia).
Ringgold ricevette oltre 80 premi e riconoscimenti e 23 dottorati onorari. Fu intervistata per il film del 2010 Women Art Revolution.
Ringgold morì nella sua casa a Englewood, New Jersey, il 13 aprile 2024 all'età di 93 anni.

## Attivismo
Ringgold fu un'attivista per gran parte della sua vita, partecipando a diverse organizzazioni femministe e antirazziste. Nel 1968, la collega artista Poppy Johnson e la critica d'arte Lucy Lippard fondarono lo Ad Hoc Women's Art Committee con Ringgold e protestarono contro un'importante mostra d'arte modernista al Whitney Museum of American Art. I membri del comitato chiesero che le artiste rappresentassero il cinquanta per cento degli espositori e crearono disordini nel museo cantando, fischiettando, inneggiando alla loro esclusione e lasciando uova crude e assorbenti per terra. Non solo le artiste donne furono escluse da questo spettacolo, ma non furono rappresentati nemmeno gli artisti afroamericani. Anche Jacob Lawrence, artista presente nella collezione permanente del museo, venne escluso. Dopo aver partecipato ad altre attività di protesta, Ringgold fu arrestata il 13 novembre 1970.
Ringgold e Lippard lavorarono insieme anche durante la loro partecipazione al gruppo Women Artists in Revolution (WAR). Inoltre Ringgold fondò insieme a sua figlia Michele Wallace Women Students and Artists for Black Art Liberation (WSABAL). Intorno al 1974, Ringgold e Wallace furono membri fondatori della National Black Feminist Organization. Ringgold fu anche tra i fondatori del "Where We At" Black Women Artists, un collettivo artistico femminile con sede a New York associato al Black Arts Movement. Lo spettacolo inaugurale di "Where We At" presentava cibo soul piuttosto che cocktail tradizionali. Lo spettacolo fu presentato per la prima volta nel 1971 con otto artisti e fu ampliato a 20 nel 1976.
Nel 1972, Ringgold discusse di un'imminente mostra al WSABAL in un'intervista con Doloris Holmes per gli Archives of American Art, descrivendola come "sicuramente la prima mostra femminile nera a New York... abbiamo questa mostra come risultato della nostra insistenza, e come risultato del lavoro avviato da WSABAL". Nel 2004 Ringgold ha parlato della rappresentazione nera nelle arti, dicendo:
Nel 1988, Ringgold co-fondò i progetti nazionali di donne artiste di colore Coast-to-Coast con Clarissa Sligh. Dal 1988 al 1996, questa organizzazione espose le opere di donne afroamericane negli Stati Uniti. Nel 1990, Sligh fu una dei tre organizzatori della mostra Coast to Coast: A Women of Color National Artists' Book Project tenutasi dal 14 gennaio al 2 febbraio 1990, presso la Flossie Martin Gallery, e successivamente presso l'Eubie Blake Center e la Galleria Artemesia. Ringgold scrisse l'introduzione del catalogo intitolata "Storia di Coast to Coast". Furono incluse più di 100 artiste di colore. Il catalogo includeva brevi dichiarazioni degli artisti e foto dei libri degli artisti, comprese opere di Sligh, Ringgold, Emma Amos, Beverly Buchanan, Elizabeth Catlett, Martha Jackson Jarvis, Howardena Pindell, Adrian Piper, Joyce Scott e Deborah Willis.

## Vita privata
Nel 1950 sposò il pianista jazz Robert Earl Wallace. Ebbero due figlie, Michele Foi Wallace e Barbara Foi Wallace. Si separarono quattro anni dopo a causa della sua dipendenza dall'eroina. Faith Ringgold ebbe la custodia delle sue figlie.
Nel 1962 Faith sposò Burdette "Birdie" Ringgold e andò a vivere con lui in un ranch a Englewood, nel New Jersey dove in seguito lei aprì uno studio. Burdette Ringgold morì il 1º febbraio 2020.